# Kirchberg am Wagram
Kirchberg am Wagram is een gemeente in de Oostenrijkse deelstaat Neder-Oostenrijk, gelegen in het district Tulln (TU). De gemeente heeft ongeveer 3300 inwoners.

## Geografie
Kirchberg am Wagram heeft een oppervlakte van 60,26 km². Het ligt in het noordoosten van het land, ten noordwesten van de hoofdstad Wenen.
Absdorf · Atzenbrugg · Fels am Wagram · Grafenwörth · Großriedenthal · Großweikersdorf · Judenau-Baumgarten · Kirchberg am Wagram · Königsbrunn am Wagram · Königstetten · Langenrohr · Michelhausen · Muckendorf-Wipfing · Sieghartskirchen · Sitzenberg-Reidling · Sankt Andrä-Wördern · Tulbing · Tulln an der Donau · Würmla · Zeiselmauer-Wolfpassing · Zwentendorf an der Donau
- Gemeinsame Normdatei: 4384763-8
- MusicBrainz: 67f51aa5-74bc-4d9a-a993-5105742e2878
- Nationale Bibliotheek van Israël: 987012654574905171
- Système universitaire de documentation: 147880416
- Virtual International Authority File: 245388898
- WorldCat: E39PBJg8yTJRvmFJgqrmt3yfMP